# Benjamin Prins

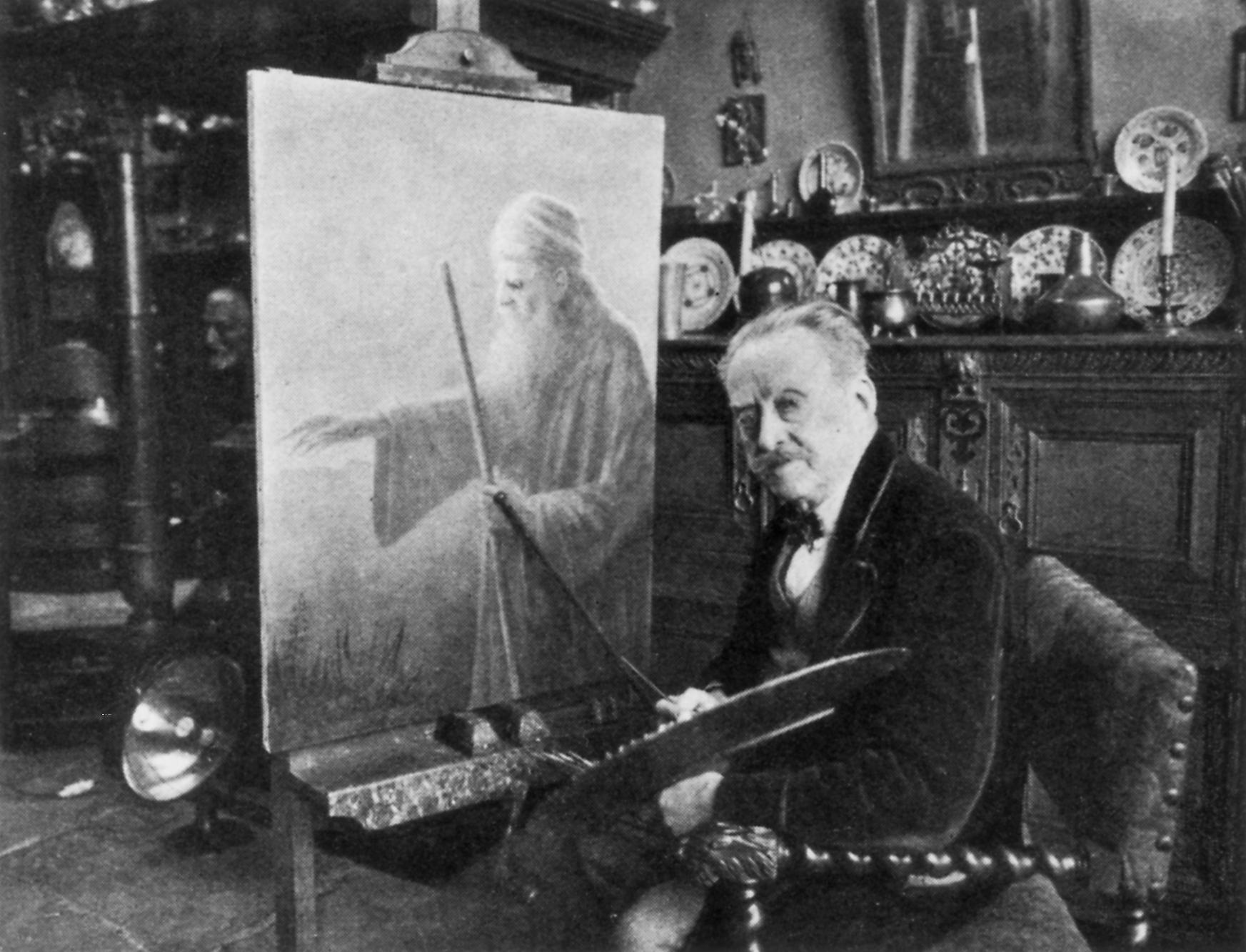
Benjamin Prins in zijn studio te Amsterdam

Benjamin Liepman Prins (Arnhem, 20 januari 1860 - Amsterdam, 4 oktober 1934) was een Nederlands kunstschilder van Joodse herkomst. Hij maakte vooral genrewerken, portretten en stillevens.

## Leven en werk
Prins was de derde van zes kinderen van de orthodox-joodse tapijtkoopman Eliezer Liepman Philip Prins (1835–1915) en zijn vrouw Henrietta Prins-Jacobson (1836–1885). Al op jonge leeftijd toonde hij bijzonder talent voor tekenen. Hij kreeg zijn opleiding van 1877 tot 1882 aan de Rijksakademie voor Beeldende Kunsten te Amsterdam, bij August Allebé. Van 1882 tot 1884 studeerde hij aan de Koninklijke Academie voor Schone Kunsten van Antwerpen, onder Karel Verlat. Daarna werkte en studeerde hij tot 1888 in Parijs.
Prins zou zich uiteindelijk definitief vestigen in Amsterdam, waar hij een atelier opende. Bij zijn in 1885 naar Frankfurt am Main verhuisde familie ontmoette hij Rosa Benari, de dochter van de Duitse kunstschilder Moritz Daniel Oppenheim, met wie hij later huwde en twee kinderen kreeg. Hij was bevriend met Max Liebermann. 
Prins stond vooral bekend als genreschilder en portrettist. Zijn werk wortelde sterk in het realisme. Hij zocht zijn thema's vaak binnen de Joodse gemeenschap, van waaruit hij ook de meeste opdrachten kreeg. Vaak werkte hij ook in Noord-Brabant, te Geldrop. Zijn genrewerken kenmerken zich door een stille huiselijkheid, soms met een vleugje humor. Ook schilderde hij regelmatig Bijbelse taferelen. In zijn afbeelding van personen probeert hij duidelijk een psychologische diepgang te vinden, passend bij het orthodoxe milieu waarin hij vaak verkeerde. Op latere leeftijd maakte hij een groot aantal stillevens.
Aan het begin van de twintigste eeuw was Prins een gekend kunstenaar. Hij exposeerde in Londen, Milaan, Vilnius, Antwerpen en Rotterdam. In 1904 kocht koningin Wilhelmina zijn schilderij Oude Zeeman. 
Prins was lid van Kunstenaarsvereniging Sint Lucas en enige tijd voorzitter van Arti et Amicitiae te Amsterdam. Hij overleed in 1934, 74 jaar oud. Een aantal van zijn werken zijn in het bezit van het Joods Historisch Museum.

## Galerij

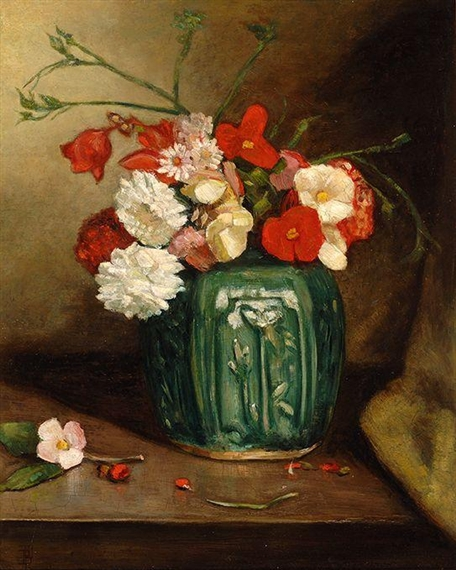
Bloemenstilleven
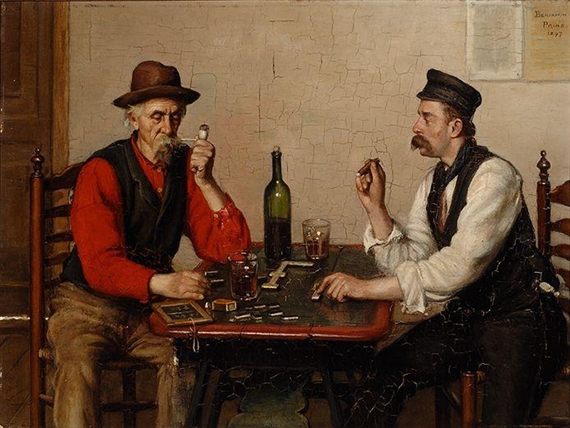
Na het werk
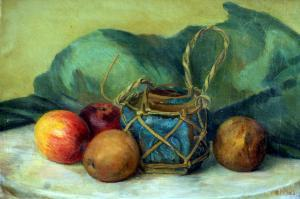
Stilleven
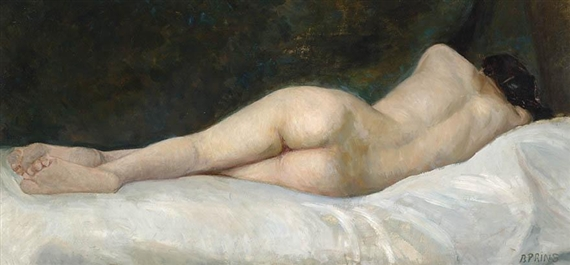
Liggend naakt
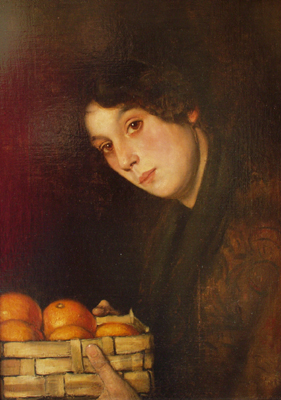
Fruitmeisje